# Funny Face
|  | Per a altres significats, vegeu «Funny Face (pel·lícula de 1957)». |

Funny Face és una pel·lícula dramàtica estatunidenca del 2020, escrita i dirigida per Tim Sutton. És protagonitzada per Cosmo Jarvis, Dela Meskienyar, Jonny Lee Miller, Dan Hedaya i Rhea Perlman. La cinta va tenir la seva primera projecció al Festival Internacional de Cinema de Berlín el 23 de febrer de 2020. Es va estrenar el 30 de març de 2021 a càrrec de la distribuïdora Gravitas Ventures. S'ha subtitulat al català.

## Sinopsi
La destrucció de la casa dels avis d'un jove el porta a venjar-se sota un personatge emmascarat.

## Repartiment
- Cosmo Jarvis com a Saul
- Dela Meskienyar com a Zama
- Jonny Lee Miller com a desenvolupador
- Dan Hedaya com a Benj
- Rhea Perlman com a Fernie
- Victor Garber com al pare del desenvolupador
- Jeremy Bobb com a American Suit
- Ramsey Faragallah
- Heather Raffo

## Publicació
La pel·lícula es va estrenar al Festival Internacional de Cinema de Berlín el 23 de febrer de 2020. Es va distribuir el 30 de març de 2021 amb Gravitas Ventures.

## Rebuda
Funny Face va rebre crítiques positives dels crítics de cinema. Té a 73% d'aprovació al lloc web d'agregador de ressenyes Rotten Tomatoes, basat en quinze crítiques, amb una mitjana de 6,6 sobre 10. A Metacritic, la pel·lícula té una valoració de 61 sobre 100, basada en nou crítics, la qual cosa indica "crítiques generalment favorables".